# Neuromancer (gra komputerowa)
Neuromancer – komputerowa gra przygodowa, stworzona przez Interplay w 1988 r. i rozprowadzana przez firmę Mediagenic (obecnie Activision). Została zaprojektowana i zaprogramowana przez Bruce’a Balfoura, Michaela Stackpole'a, Briana Fargo i Troya A. Milesa.
Fabuła została oparta na podstawie powieści Williama Gibsona o tym samym tytule. Akcja gry Neuromancer rozgrywa się w futurystycznej rzeczywistości meatspace i w rozbudowanej cyberprzestrzeni. Motyw muzyczny gry bazuje na utworze grupy Devo, zatytułowanym "Some Things Never Change".

## Rozgrywka
Gra rozgrywa się w roku 2058 w mieście Chiba w Japonii. Przewodnim elementem fabuły jest próba odkrycia prawdy, dotyczącej tajemniczych zniknięć hakerów. Pierwszym zadaniem jest odzyskanie komputera, zastawionego w lombardzie przez głównego bohatera.
Rozgrywka podzielona jest na trzy tryby. Klasyczna przygodówka – gracz porusza postacią, rozmawia i handluje z innymi postaciami, zbiera przedmioty i używa ich. Serwisy BBS – gracz przegląda fora dyskusyjne, ściąga pliki i szuka haseł do innych systemów. Cyberprzestrzeń, przedstawiona w postaci trójwymiarowej siatki – gracz porusza się pomiędzy systemami komputerowymi, crackuje ich zabezpieczenia, a czasami prowadzi walki z AI.